# Bure, Meuse
Bure är en kommun i departementet Meuse i regionen Grand Est (tidigare regionen Lorraine) i nordöstra Frankrike. Kommunen ligger i kantonen Montiers-sur-Saulx som tillhör arrondissementet Bar-le-Duc. År 2022 hade Bure 88 invånare.

## Befolkningsutveckling
Antalet invånare i kommunen Bure
| Referens: INSEE |